# Los Ángeles Negros

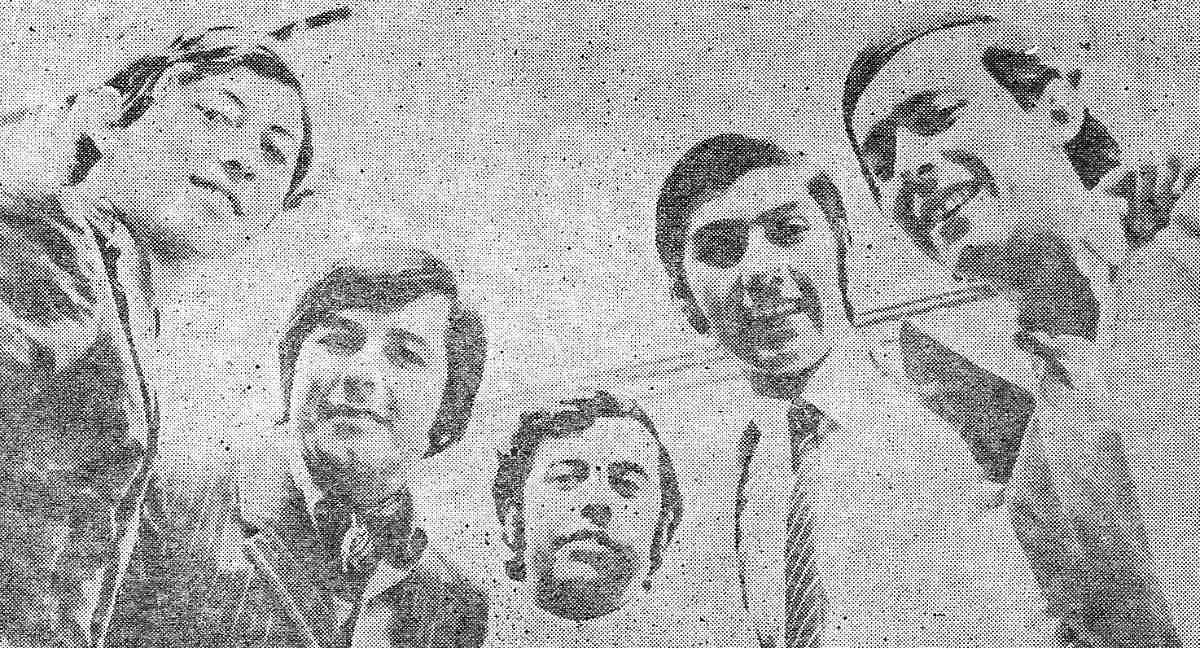
Los Angeles Negros, uma banda chilena. Da esquerda para a direita: Germaín de la Fuente, Luis Ortíz, Jorge González, Mario Gutiérrez e Miguel Ángel "Nano" Concha

Los Ángeles Negros (Português: Os Anjos Negros) são uma banda chilena formada em San Carlos de Chile em 1968. Fazem uma mistura de boleros, rock psicodélico,funk e rock, estabelecendo assim a chamada Balada rockmántica.

## Membros
| Membros atuais - Mario Gutiérrez – guitarra (1968–atualmente) - Luis Astudillo – bateria, percussão (1974–1980; 1986–atualmente) - Eddy Martínez – vocais (1983–atualmente) - Horacio Medina – baixo (1993–atualmente) - Alejandro Muñoz – teclados (1993–atualmente) - Antonio Saavedra – vocais (2001–atualmente) Formação principal - Germaín de la Fuente – vocais (1968–1974) - Osvaldo Jose Astudillo vocais -(1993-2002) - Mario Gutiérrez – guitarra (1968–atualmente) - Jorge González – teclados (1969–1985; 1989–1992) - Miguel Ángel "Nano" Concha – baixo (1969–1992) - Luis Ortiz – bateria, percussão (1969–1973; 1981–1986) | Membros anteriores - Cristián Blasser – teclados (1968–1969) - Federico Blasser – bateria, percussão (1968–1969) - Sergio Rojas – baixo (1968–1969) - Ismael Montes – vocais (1974–1976) - Oscar Seín – vocais (1977) - Micky Alarcón – vocais (1977–1981) - Guillermo Lynch – vocais (1981–1983). - Enrique Castillo – vocais (1981–1983). - Gastón Galdames – vocais (1994–2001). - Osvaldo Jose Astudillo - vocais (1997-2003). |

## Discografia
Álbuns de estúdio
| - Porque Te Quiero (1969) - Y Volveré (1969) - Te Dejo La Ciudad Sin Mí (1970) - Esta Noche La Paso Contigo (1971) - La Cita (1971) - El Tren Hacia El Olvido (1972) - Déjenme Si Estoy Llorando (1973) - Quédate En Mis Sueños (1973) - Aplaude Mi Final (1973) - Mi Vida Como Un Carrusel (1974) - Despacito (1976) - Bolerísimo (1976) - Instrumental (1976) | - Serenata Sin Luna (1977) - Pasión y Vida (1978) - Será Varón, Será Mujer (1979) - Tu Enamorado (1980) - Volverás (1981) - Siempre Románticos (1982) - Maldito Piano/Locamente Mía (1983) - Con Alas Nuevas (1984) - Prohibido (1985) - El Esperado Regreso (1990) - De Aquí En Adelante (1991) - Toda Una Vida (1996) - Metamorfosis (2003) |